# Linde Detlefsen
Linde Detlefsen (* 26. Januar 1944 in Flöha) ist eine deutsche Gebrauchsgrafikerin und Illustratorin.

## Leben und Werk
Linde Detlefsen absolvierte eine Lehre als Plakat- und Schriftmalerin und studierte, teilweise extern, bis 1971 an der Fachschule für Werbung und Gestaltung Berlin-Oberschöneweide (FSWG) Gebrauchsgrafik. Sie war von 1967 bis 1970 Mitarbeiterin des Berliner Zentralinstituts für Formgestaltung und dann bis 1985 Lehrerin für Entwurf an der FSWG. Danach arbeitete sie in Karl-Marx-Stadt bzw. Chemnitz als freischaffende Gebrauchsgrafikerin. Von 1976 bis 1978 studierte sie an der Hochschule für Grafik und Buchkunst Leipzig Gebrauchsgrafik und 1980/1981 an der Technischen Hochschule Karl-Marx-Stadt Fachschulpädagogik. Ab 1993 arbeitete sie als Lehrerin für Gestaltungslehre an der Volkshochschule Chemnitz.
Linde Detlefsen schuf vorwiegend Illustrationen für Lehr-, Bilder- und Malbücher, Kinderzeitschriften, Bildpostkarten, Spiele, Adventskalender, Bastelbögen und Plakate. Zu ihren wichtigsten Auftraggebern gehörten in der DDR der Planet-Verlag und der Kinderbuchverlag Berlin. Außerdem entwarf sie u. a. Kommunikationssysteme für Kindergärten und machte gebrauchsgrafische Arbeiten für Wirtschaftsunternehmen und kulturelle Einrichtungen.
Sie hatte im In- und Ausland eine bedeutende Zahl von Einzelausstellungen und Ausstellungsbeteiligungen. In der DDR war sie u. a. 1979 und 1975 in Karl-Marx-Stadt auf der Bezirkskunstausstellung und 1982/1983 mit dem Plakat Du rauchst? auf der IX. Kunstausstellung der DDR in Dresden vertreten.
Nach der deutschen Wiedervereinigung betätigte sie sich vor allem weiter als Illustratorin, u. a. für Bücher mit erzgebirgischer Heimatliteratur.
Linde Detlefsen war verheiratet mit dem Gebrauchsgrafiker und Illustrator Hans Detlefsen.

## Mitgliedschaften
- bis 1990: Verband Bildender Künstler der DDR
- ab 1990: Chemnitzer Künstlerbund e. V. im BBK

## Ehrungen
- 1980: Auszeichnung im Wettbewerb „Die 100 besten Plakate des Jahres“
- 1993: Auszeichnung im Wettbewerb „Die schönsten deutschen Bücher“ (für das Lehrbuch Musikus, 1./2. Schuljahr, Verlag Volk und Wissen Berlin)

## Werke in Museen und öffentlichen Sammlungen (unvollständig)
- Berlin: Museum Europäischer Kulturen[4]
- Dresden: Museum für Sächsische Volkskunst[5]
- Dresden: Stadtmuseum
- Chemnitz: Kunstsammlungen am Theaterplatz
- Chemnitz: Neue Sächsische Galerie

## Buchillustrationen (unvollständig)
- Benno Pludra: Es war ein Ei. Der Kinderbuchverlag, Berlin, 1981
- Axel Schulze: Was wächst in unserem Garten. Der Kinderbuchverlag, Berlin, 1983
- Paula Dehmel: Kinderküche. Der Kinderbuchverlag, Berlin 1977
- Glück auf! Ein Malbuch für Kinder von 7 Jahren an. Planet-Verlag,
- Helga Meyer: Besuch bei Robert. Verlag Junge Welt Berlin, 1990
- Edmut Kluge: Bei uns derham. Verlag Erzgebirgs-Rundschau, Annaberg-Buchholz, 1993
- Helga und Hans-Georg Meyer: Prinz Lieschens Berge. Arnold & Geitner, Chemnitz, 1994
- Karl Hans Pollmer: Weihnacht derham. Verlag Erzgebirgs-Rundschau, Annaberg-Buchholz, 1997
- Karl Hans Pollmer: Mei Haamitland. Verlag Erzgebirgs-Rundschau, Annaberg-Buchholz, 1997
- Manfred Blechschmidt: Schwammezeit. Eine Auswahl der schönsten Geschichten in erzgebirgischer Mundart. Chemnitzer Verlag, 2001
- Irmgard Krauthoff: Komm, wir malen uns ein Lied. Lieder für Kinder ab 5 Jahren. 2008

## Ausstellung seit der deutschen Wiedervereinigung
- 2024: Cottbus, Kunstmuseum Dieselkraftwerk („Sammlungseinsichten. Plakate ostdeutscher Grafikerinnen“)[6]